# Boswachterij Emmen
Boswachterij Emmen is een beheerseenheid van Staatsbosbeheer, van natuurgebieden in en rond de stad Emmen in de Nederlandse provincie Drenthe. 
Tot de boswachterij behoren de volgende gebieden:
- Emmerdennen, een groot bos met vennetjes en weiden midden in Emmen
- Emmerschans, een heidegebied met voormalig verdedigingswerk
- Noordbargerbos, een groot bos aan de zuidwestkant van Emmen
- Schietbaanbos, een klein bos ten noordwesten van Emmen
- Oosterbos, een groot bos ten oosten van Emmen
- Valtherbos, een groot bos ten noorden van Emmen

De gebieden bestaan hoofdzakelijk uit bossen, maar er zijn ook kleine heidevelden te vinden. In het Oosterbos bevinden zich nog kleine en grotere hoogveengebieden.